# Зденек Салзманн
Зденек Салзманн (чеськ. Zdeněk Salzmann; нар. 18 жовтня 1925, Прага) — чеський лінгвіст, антрополог і фольклорист, заслужений професор Массачусетського університету, з 1947 року проживає у США. Його основною діяльність передусім є лінгвістична антропологія.
Вивчав мовознавство у Блумінгтоні, з 1968 року викладав у Массачусетському університеті культурну та соціальну антропологію. Здійснив ряд важливих досліджень у галузі мовознавства. Зокрема займався дослідженням мови арапаго. Склав англійсько-арапаго словник.

## Діяльність
Салзманн є автором численних праць у галузі лінгвістичної антропології, етнографії та чеського мовознавства.
Серед них:
- Jazyk, kultura a společnost : Úvod do lingvistické antropologie
- The Arapaho Language alphabet: Utilizing the Zdenek Salzmann System (1993). Ethete, WY: Wind River Reservation. Komárov: A Czech farming village (1974). New York: Rinehart and Winston.

1. 1 2  Чеська національна авторитетна база даних
2. ↑  The Fine Art Archive — 2003.
3. 1 2 3  Evidence zájmových osob StB
4. ↑  http://www.redrocknews.com/2021/05/28/zdenek-salzmann-ph-d/